# کرولتی-فری

خرگوشِ جهنده: نمادِ محصولاتِ کرولتی-فری.

کرولتی-فری یا عاری از ستم (به انگلیسی: Cruelty-free) در جنبش حقوق حیوانات، اصطلاحی است که اغلب به صورت برچسبی بر روی محصولات یا فعالیت‌هایی گذاشته می‌شود که نشان از این است که این موضوع هیچ آسیبی به حیوانات نمی‌رساند. محصولاتی هستند که روی حیوانات آزمایش نشده‌اند یا از اعضای بدن حیوانات ساخته نشده‌اند، آزمایش بر روی حیوانات در نزد افرادی که حامی حقوق حیوانات هستند کاری ظالمانه به‌شمار می‌آید و این آزمایش‌ها اغلب دردناک هستند و سالانه باعث رنج و مرگ میلیون‌ها حیوان می‌شود.

## تاریخچه
اصطلاح بدون ظلم یا کرولتی-فری برای اولین بار توسط لیدی داودینگ به این ترتیب استفاده شد که تولیدکنندگان محصولات پوست را ترغیب به استفاده از برچسب زیبایی بدون ظلم و زیبایی کرد و در سال ۱۹۵۹ میلادی مؤسسه خیریه زیبایی بدون ظلم را تأسیس کرد. این اصطلاح در ایالات متحده محبوب شد و در دهه ۱۹۷۰ توسط مارسیا پیرسون که گروه Fashion With Compassion را تأسیس کرد. سپس، در سال ۱۹۹۸، انگلستان با ممنوع کردن هرگونه آزمایش روی حیوانات، روندی را آغاز کرد که خیلی زود سایر کشورها نیز از این طریق پیروی کردند.

## آزمایش بر روی حیوانات
حیواناتی مانند خرگوش، موش و خوکچه هندی بعضی اوقات مجبور به خوردن یا استنشاق مواد می‌شوند یا مثلاً یک ماده آرایشی یا بهداشتی را به مدت ۲۸ یا ۹۰ روز روزانه بر روی پوست، چشم یا گوش تراشیده شده از مو یا پشم این حیوانات می‌مالند تا ببیند آیا واکنش آلرژیک دارند یا نه. سپس آنها را بی هوش می‌کنند و بدنشان را برش می‌دهند تا اثرات این ماده بر اندام‌های داخلی این حیوانات بررسی کنند. این آزمایشاها را همچنین بر روی حیوانات باردار نیز انجام می‌دهند که پس از رنج‌های فراوان، همراه با جنینشان جان می‌دهند. در آزمایش‌های طولانی مدت سرطان زایی، موش‌ها طی دو سال به اجبار از یک ماده آرایشی یا بهداشتی استفاده می‌کنند که از نظر سرطان کنترل می‌شوند و سپس کشته می‌شوند.
"به طور معمول یک خرگوش جوان در یک جعبه محکم گذاشته می‌شود به طوری که قادر به حرکت نباشد… گاهی اوقات بوسیله کلیپس‌های پلک‌های انها را باز نگه می‌دارند. به طور کلی عمل بیهوشی انجام نمی‌شود. یک محقق یک ماده غلیظ را به لایه خارجی چشم وارد می‌کند و در طی چند روز یا هفته‌ها پاسخ‌هایی مانند نابینایی، خونریزی و زخم را مشاهده می‌کند. در پایان، خرگوش‌ها به طور کلی کشته می‌شوند. "— مگان ارین- گالاگر
از پستاندارانی مانند سگ و گربه نیز برای آزمایشهای تهاجمی استفاده می‌شود. بسیاری از آزمایشگاه‌هایی که بر روی این گونه‌ها هستند برای آزمایش داروها، مواد شیمیایی و بیماری‌ها، چه قدیمی و چه جدید استفاده می‌کنند.

## محصولات کرولتی-فری
اکنون شرکت‌ها طیف گسترده‌ای از محصولات بدون ظلم از جمله لوازم آرایشی، محصولات مراقبت شخصی، تمیز کننده‌های منزل، لباس، کفش، کاندوم و…(که بعضی اوقات با کازئین فرآوری می‌شوند) و شمع (که معمولاً از پارافین یا موم استفاده می‌کنند) را ارائه می‌دهند. سازمان‌هایی نظیر پیتا یا کرولتی-فری را بر روی محصولات خود درج می‌کنند و ائتلاف برای اطلاعات مصرف‌کننده لوازم آرایشی را اتحادیه انگلیس برای لغو Vivisection و سازمان فرعی آن کرولتی-فری اینترنشنال لیستی از محصولات بدون ظلم را جایگزینی برای محصولات دیگر و لیستی از محصولات که بر روی حیوانات آزمایش می‌کنند را برای تحریم منتشر کرده‌اند. از دهه ۱۹۹۰ میلادی، صدور گواهینامه برای محصولات کرولتی شخص ثالث بوده‌است و با درک بهتر مردم از محصولات کرولتی-فری، تعداد مارک‌های کرولتی-فری یا بدون ظلم در حال افزایش است. مارک‌های مشهوری مانند شارلوت تیلبری، Urban Decay , Tarte و Colourpop مارک‌های کرولتی-فری به‌شمار می ایند.
تشخیص بین محصولات کرولتی-فری و وگان از اهمیت زیادی برخوردار است زیرا استفاده از این دو اصطلاح به جای یکدیگر در مردم معمول است، اما تفاوت‌هایی اساسی بین این دو وجود دارد. محصولی که وگان خوانده می‌شوند لزوماً فاقد دلسوزی و برعکس نیست. برچسب کرولتی-فری فقط تضمین می‌کند که محصول نهایی و مواد تشکیل دهنده روی حیوانات آزمایش نمی‌شوند، اما محصول هنوز هم می‌تواند حاوی مواد تشکیل دهنده حیوانات یا محصولات لبنی باشد. به‌طور مشابه، برچسب وگان فقط تضمین می‌کند که این محصول حاوی مواد حیوانی یا لبنی نیست اما ممکن است قبل از عرضه روی حیوانات آزمایش شده باشند. به همین خاطر بسیاری از وگان‌ها هر دو برچسب را قبل از خرید یک محصول ضروری می‌دانند. از مارک‌های معروف کرولتی-فری می‌توان به محصولات آرایشی سلنا گومز و جیلو بیوتی (جنیفر لوپز) اشاره کرد.
vignette| Logo du label Cruelty-Free

## جایگزینی به‌جای آزمایش بر روی حیوانات
با توسعه فناوری، آزمایش‌های منسوخ شده حیوانات با روش‌های سریعتر، ارزانتر و دقیقتر جایگزین می‌شوند. منتقدان خاطرنشان می‌کنند که گزینه‌هایی که بر روی بدن انسانی آزمایش می‌شوند می‌توانند به کندی اجرا شوند، هزینه بر هستند و هر بار فقط یک ترکیب را آزمایش کنند. اما دیگر گزینه‌های جایگزین نتایج مثبتی را نشان داده‌اند. به عنوان مثال، اپیدرم انسانی بازسازی شده که از پوست انسانها که توسط خودشان از جراحی‌های زیبایی اهدا شده برای جایگزینی آزمایش پوست خرگوش استفاده می‌کنند. روشهای دیگر استفاده از in vitro جایگزین تست چشم حیوانات می‌شوند. همچنین سیستم‌های مبتنی بر رایانه امکان جداسازی یک بافت یا عضوی را برای انجام آزمایش در یک محیط کاملاً کنترل شده را فراهم می‌کنند. این آزمایش‌ها نه تنها آزمایش بر روی حیوانات را کاهش می‌دهد، بلکه در محافظت از انسان در برابر مواد سمی دقیق تر عمل می‌کند. یکی دیگر از گزینه‌های بدون ظلم، استفاده از موادی است که قبلاً به عنوان بی‌خطر ثابت شده‌اند، مانند ۲۰٬۰۰۰ ماده موجود در پایگاه داده‌های اتحادیه اروپا.

## انتقاد مردم از برخی از مارک‌های تجاری
در حالی که برخی از تولیدکنندگان محصولات، خود را با عنوان "آزمایش نشده بر روی حیوانات"، "ما آزمایش حیوانات را انجام نمی‌دهیم "، "هرگز روی حیوانات آزمایش نمی‌کنیم"، " یا "کرولتی-فری" برچسب گذاری کرده‌اند اما برخی از مردم می‌گویند این برچسب‌ها گیج کننده هستند و به‌طور بالقوه گمراه کننده است، زیرا هیچ تعریف قانونی مشخصی در مورد معنای آنها ارائه نداده‌اند. پس به همین خاطر اغلب محصولات برندهای معتبر کرولتی-فری قابل اعتماد هستند و بسیاری از کشورهای اروپای غربی به همین دلیل در حال تلاش هستند تا آزمایش بر روی حیوانات را به‌طور کلی ممنوع کنند. انگلستان یکی از قدیمی‌ترین کشورهاست که قانون ممنوعیت آزمایش بر روی حیوانات را آغاز کرد. فرانسه از سال ۲۰۱۱ آزمایش بر روی حیوانات را برای محصولاتی که فقط داخل کشور فرانسه تولید می‌شوند را ممنوع اعلام کرد.